# 東市村
東市村（とういちむら）は奈良県北西部、添上郡に属していた村。現在は奈良市の一部。

## 歴史
- 1889年（明治22年）4月1日 - 町村制の施行により、添上郡 古市村, 藤原村, 鹿野園村, 鉢伏村, 白毫寺村, 横井村, 八島村が合併し東市村が成立。
- 1939年（昭和14年）4月1日 - 大字白毫寺が奈良市に編入。
- 1951年（昭和26年）3月15日 - 奈良市に編入され、消滅。

## 交通
- 指定県道奈良丹波市線（現・国道169号）